# توني كيركهام
توني كيركهام (بالإنجليزية: Tony Kirkham)‏ هو عالم نبات بريطاني، ولد في 30 أغسطس 1957.

## وصلات خارجية
- توني كيركهام على موقع ديسكوغز (الإنجليزية)